# Jean de Nivelle
Cet article concerne le personnage historique de la Maison de Montmorency. Pour l'opéra de Léo Delibes, voir Jean de Nivelle (opéra).
Pour l’article ayant un titre homophone, voir Jean de Nivelles.

Armes de la maison de Montmorency.

Jean de Nivelle (1422 – 26 juin 1477), également connu sous le nom de Jean III (Ier) de Montmorency-Nevele, est un noble français du Moyen Âge (XVe siècle), à l'origine de la branche Montmorency-Nivelle (en flamand Montmorency-Nevele).
Ce personnage est par ailleurs à l'origine de l'expression populaire française « être comme ce chien de Jean de Nivelle qui fuit quand on l'appelle » et dont le nom apparaît dans plusieurs chansons traditionnelles françaises.

## Ascendance
Jean de Nivelle descend par les femmes des rois de France jusque Hugues Capet.

## Descendance
Jean de Nivelle et son épouse Gudule Vilain eurent cinq enfants :
- Baron Jean (II) (IV) de Montmorency-Nevele (1461-12 avril 1510), chambellan du roi Charles VIII, marié à Marguerite de Hornes, fille de Jacques Ier comte de Hornes (+1488) et de Jeanne de Meurs fille de Frédéric, dit Waleran, comte de Meurs et de Saerwerden (Frédéric IV de Moers), chevalier de la Toison d'or, et de Béatrix de la Marck (Engelberta von der Mark-Kleve, fille d'Adolphe III de La Marck, comte de Clèves, et Marguerite de Juliers)[4]. Ils sont sans postérité légitime.
- Jacques de Montmorency-Nevele
- Baron Philippe Ier de Montmorency-Nivelle (né vers 1466, décédé en 1526), seigneur de Nevele, de Wismes, de Hubermont, de Saint-Leu, de Taverny, de Liedekercke et d'un quart de la baronnie de Montmorency. Il fit hommage au comte de Saint-Pol des terres de Vimy, de Farbus et du fief de Tangry. Marié le 5 septembre 1496 à Marie de Hornes dame de Montigny, fille de Frédéric de Hornes seigneur de Montigny (fils de Jacques Ier et Jeanne de Meurs) et de Philipotte de Melun, elle se porta héritière lors de la mort de Jacques de Hornes comme héritière des domaines des illustres seigneurs d'Alténa, elle décède le 5 juin 1558[4]. Ils sont les grands-parents de Philippe II de Montmorency-Nivelle, comte de Hornes.
- Marguerite de Montmorency-Nevele (décédée après 1517).
- Honorine de Montmorency-Nevele (décédée en 1510).

Talleyrand est un de ses descendants.

## Biographie
Jean de Nivelle est le fils aîné de Jean II de Montmorency (1402-1477) et de sa première épouse Jeanne de Fosseux, une des plus riches héritières des Flandres. Jeanne de Fosseux apporte par son mariage de riches seigneuries, enclavées dans les domaines de la maison de Bourgogne. Parmi celles-ci, les seigneuries de Nivelle (Nevele en flamand) et de Wismes doivent revenir à Jean de Nivelle à sa majorité. Jeanne décède le 2 septembre 1431 et, en 1443, Jean II de Montmorency se remarie avec Marguerite d'Orgemont, ce qui risque de porter préjudice à Jean de Nivelle et à son frère cadet Louis de Fosseux. Les deux frères se retirent alors dans les terres léguées par leur mère.
Vers 1455, Jean de Nivelle épouse la baronne de Liedekerke Gudule Vilain, dame de Huisse et fille du baron de Liedekerke Jean Vilain et de Gudule Raes de Malines. Cette alliance lui apporte les domaines de la maison de Huisse et en contrepartie l'oblige à donner des gages de soumission au duc de Bourgogne.
Les deux frères, Jean et Louis, bien qu'opposés entre eux, notamment à la suite de litiges lors du partage des terres de leur mère, se trouvent un intérêt commun face à l'influence, qu'ils estiment néfaste, de leur belle-mère sur leur père. Ils conviennent alors d'agir de concert et de renouer les liens avec leur père. Mais, malgré cette promesse d'agir ensemble et alors que débutent les troubles qui amenèrent la création de la Ligue du Bien public, Jean décide de se rendre seul à Écouen en juin 1462, au chevet de son père qu'il croit malade. Sans doute averti de cette visite, Louis s'y rend aussi et y découvre son frère. Il apprend que celui-ci aurait été convié par leur belle-mère pour le testament de leur père, ce qui va provoquer une dispute entre les deux frères. À la suite de cette dispute, les serviteurs de Louis vont blesser un serviteur de Jean et provoquer la mort d'un autre. Louis est alors condamné à une amende et à des dommages, tandis que six de ses serviteurs sont condamnés au bannissement. Au mois de juin 1463, le roi Louis XI rédige une lettre de rémission par laquelle il octroie son pardon à tous les condamnés.

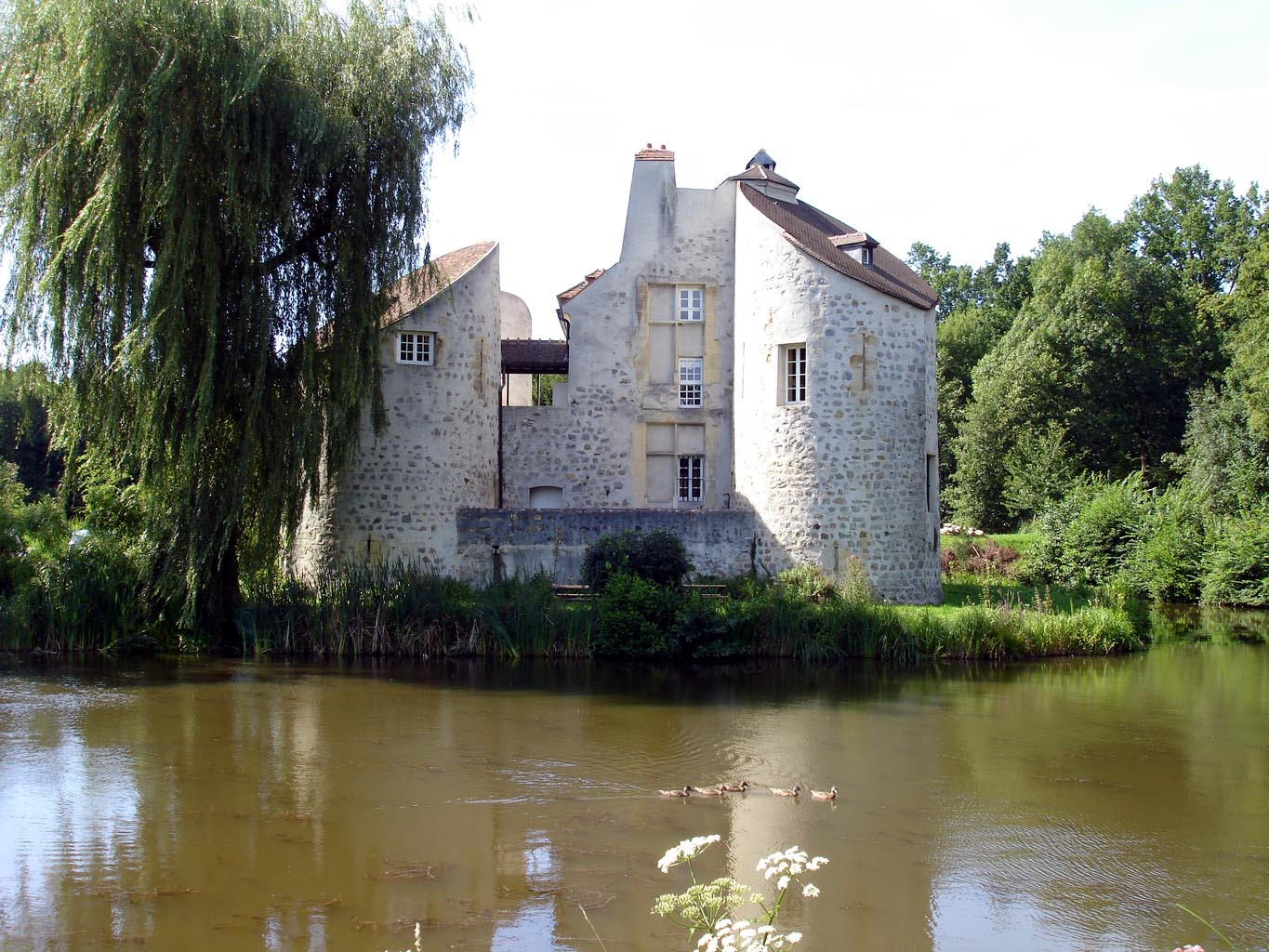
Le château de la Chasse dans la forêt de Montmorency où a été prononcée l'exhérédation de Jean de Nivelle.

Jean prit le parti du duc de Bourgogne Charles le Téméraire lors de la guerre du Bien public et refusa de lui faire la guerre aux côtés du roi de France Louis XI, comme le lui avait demandé son père. Son père furieux l'ayant alors déshérité, il s'enfuit à Nivelle en Flandre, fief qu'il tenait de sa mère. L'exhérédation fut officiellement prononcée le 24 juillet 1463 au château de la Chasse, situé au cœur de la forêt de Montmorency.
Du fait de cet épisode, c'est Guillaume de Montmorency, le plus jeune fils de Jean II de Montmorency, né d'un second mariage avec Marguerite d'Orgemont, qui hérita la baronnie de Montmorency près de Paris. En effet le second fils de Jean II, Louis de Montmorency-Fosseux, également né de Jeanne de Fosseux, avait pris le même parti que son frère Jean. Malgré des procès et des transactions entre les branches de Nivelle, de Fosseux et de Montmorency, les terres familiales situées en France resteront la propriété des descendants de Guillaume (au premier chef desquels, son fils le renommé Anne de Montmorency) qui gardera le titre héréditaire ainsi que les armes de la maison de Montmorency et sa fameuse devise « Dieu aide au premier baron chrétien ».
Jean de Nivelle décède le 26 juin 1477, onze jours avant son père.

## Origine de l'expression sur Jean de Nivelle
À cause du refus qu'il fit de répondre à l'appel de son roi, Jean de Nivelle est devenu en France un objet de haine et de mépris, et le peuple lui donna le surnom injurieux de « chien de Jean de Nivelle », d'où le proverbe.
Mais très vite, il y a confusion, et on utilise le mot chien dans le sens propre, comme s'il s'agissait du chien « appartenant à » Jean de Nivelle.
La Fontaine dans la fable Le Faucon et le Chapon (livre VIII, fable 21) Une traitresse voix bien souvent vous appelle ; ne vous pressez donc nullement, Ce n'était pas un sot, non, non et croyez-m'-en que le chien de Jean de Nivelle. Il fait aussi la confusion au XVIIe siècle.
À noter que le caractère symbolique de Jean de Nivelle a été transféré au jacquemart de la ville belge de Nivelles qui est surnommé « Jean de Nivelles ». Les habitants de Nivelles ont finalement adopté le personnage en l'associant à leur ville de diverses manières (par exemple : la confrérie gastronomique « Confrérie de Jean de Nivelles », la société carnavalesque « Les enfants de Jean de Nivelles », la bière « Jean de Nivelles », etc.),.

## Chansons populaires
De nombreuses chansons populaires ont été composées sur Jean de Nivelle pour moquer son comportement.
Dans celles-ci, le terme de chien est souvent repris, mais dans le sens de l'animal de compagnie. Toutes ces chansons ont la même construction et le même air — cette tournure et cet air seront repris en 1792 par Gaspard de Chenu pour créer la chanson Cadet Rousselle qui est en fait une parodie des chansons sur Jean de Nivelle.
Le musicien Jean-Baptiste Weckerlin a écrit une analyse sur ces compositions dans le Bulletin de la société des compositeurs de musique en 1863.
Chacun des couplets de ces chansons est composé de six vers et a généralement pour thème un élément que Jean de Nivelle est censé posséder en trois exemplaires. Cet élément est souvent cité dans le premier vers : « Jean de Nivelle a trois enfants », « Jean de Nivelle a trois gros chats », « Jean de Nivelle a trois châteaux », etc. Par ailleurs, on trouve souvent un couplet qui parle « du chien » ou « des chiens » de Jean de Nivelle.
En 1834, le journal belge L'Émancipation publie un article sur la chanson de Jean de Nivelle. L'article cite neuf couplets de la chanson tels qu'ils figurent sur un imprimé rare publié chez Lambert Tassin à Namur en 1680. L'article affirme que des militaires français, venus dans les Pays-Bas en 1695, y ont découvert la chanson et en ont tellement apprécié l'air, qu'ils ont ramené celle-ci à Paris. L'article en déduisait que la chanson était originaire de Nivelles en Belgique.
Mais en 1863, le journaliste et historien Arthur Dinaux fait remarquer que la Farce des deux savetiers, écrite entre 1505 et 1530, débute par un des deux savetiers en train de chanter un couplet de la chanson. Cette antériorité flagrante infirme donc la thèse de L'Émancipation. Le texte chanté par le savetier pauvre est le suivant :
Hay avant Jehan de Nivelle
Jehan de Nivelle a deux housseaux,
Le roy n'en a pas de si beaux
Mais il n'y a point de semelle,
Hay avant Jehan de Nivelle
Au début du XXe siècle, on entend encore le nom de Jean de Nivelle dans certaines chansons populaires. Blaise Cendrars en donne un exemple dans La Main coupée, récit autobiographique dans lequel l'auteur relate son expérience de la Première Guerre mondiale :
Comme le chantaient les hommes en descendant du Chemin des Dames :
Jean de Nivelle nous a nivelés
Et Joffre nous a offerts à la guerre !
Et Foch nous a fauchés...
Et Pétain nous a pétris...
Et Marchand ne nous a pas marchandés...
Et Mangin nous a mangés !

## Dans la culture
- Jean de Nivelle est un opéra-comique en trois actes écrit par Léo Delibes en 1880.
- Les paroles de la chanson Indifférente de Serge Gainsbourg issue de l'album Serge Gainsbourg N°2 font référence au chien de Jean De Nivelle : « Comme le chien de Monsieur Jean de Nivelle, tu ne viens jamais à moi quand je t'appelle. »
- Dans l'Ariettes oubliées VI, issu du recueil de poésies Romances sans paroles de Paul Verlaine, le poète lui rend hommage et commence dans son premier quatrain par ces deux vers d'octosyllabes : " C'est le chien de Jean de Nivelle / Qui mord sous l'œil même du Guet".
- La chanson associée à Jean de Nivelle a inspiré la chanson Cadet Rousselle.